# Kokemäenjoki
Der Kokemäenjoki [ˈkokeˌmæenˌjoki] (schwedisch Kumo älv) ist ein Fluss im Westen Finnlands.
Der Fluss beginnt nahe der Stadt Vammala mit seinem Ausfluss aus dem See Rautavesi und fließt westwärts durch die Landschaften Pirkanmaa und Satakunta. Er mündet nach 121 km bei der Stadt Pori in den Bottnischen Meerbusen. Der Kokemäenjoki ist neben dem Vuoksi und dem Kymijoki einer der drei Abflüsse der Finnischen Seenplatte und entwässert deren westlich gelegene Seen.
Die Mündung des Kokemäenjoki liegt an einem der größten Ästuare der nordischen Länder. Im Jahr 1914 wurde nahe dem Ort Suuniemenranta der schwerste Fisch aus dem Fluss geholt, der jemals in Finnland gefangen wurde, ein 149 kg schwerer Stör.
Bedeutende Nebenflüsse des Kokemäenjoki sind der Loimijoki, der Kauvatsanjoki und der Harjunpäänjoki.
Der Kokemäenjoki bildet den unteren Abschnitt eines Flusssystems, das über Nokianvirta, Kulovesi und Rautavesi den See Pyhäjärvi und dessen Einzugsgebiet entwässert.